# Naela
Nataly Rivera Carrascal (Bogotá; 17 de julio de 1990), conocida por su nombre artístico, Naela, es una cantante, compositora y productora discográfica colombiana. Debutó en el mercado nacional en el 2009 con su primer sencillo No Quiero Estar Sin Ti y el éxito internacional le llegó en el 2011 con su segundo sencillo Muero Por Amarte. Ha sido nominada a dos Premios Shock y ganadora de un Premio Dj TV. 
Su segundo álbum de estudio, Imparable, salió en el transcurso del 2013 y contó con el tema «Sin Mirar Atrás» como segundo sencillo promocional de su segundo álbum de estudio. Lanzó el tema Quizás como tema de su segundo álbum Imparable, el cual fue lanzado como primer sencillo de la artista en España mediante la cadena radial Cadena Dial. Viajó a España en donde firmó con el sello discográfico My Major Company en la sede de Madrid, ciudad donde se encuentra radicada actualmente.

## Biografía

### 1990-2009: primeros años e inicios de su carrera
Nataly Rivera nació el 17 de julio de 1990 en Bogotá (Cundinamarca). Es la menor de tres hermanos. Tiene dos hermanos mayores Lina Rivera y Mauricio Rivera. A los ocho años, comenzó a estudiar teatro, expresión corporal, técnica vocal e idiomas en compañía de su hermano Mauricio Rivera quien también es cantante. Durante su infancia, Naela vivió en Barranquilla, Santa Marta y Bucaramanga debido a la profesión de su padre.
Después de su graduación, ingresó en la academia de música y artes, EMMAT en la ciudad de Bogotá en donde empezó su formación artística hasta el 2009.

### 2009-2011: surgimiento de una revelación pop, éxito internacional y primer álbum
A finales de 2009, Naela aparece ante los medios de comunicación con su sencillo debut «No Quiero Estar Sin Ti», escrito y producido por ella en conjunto con Carlos Agüera y Mauricio Rivera. A partir del éxito obtenido, lanza tres sencillos más «Muero Por Amarte», «Esta Noche Mando Yo» y «Por Tu Amor». Fue escogida como telonera de la banda mexicana Camila en Bogotá como parte de la gira en promoción a su disco Dejarte de amar.
El 19 de noviembre de 2011 lanzó su álbum debut titulado Naela del cual se desprendieron temas como «No Quiero Estar Sin Ti», «Muero Por Amarte», «Esta Noche Mando Yo» a dúo con Obie-P y «Por Tu Amor» a dúo con P.N.O. del grupo Tres Coronas.
Fue invitada por el cantante venezolano Franco De Vita a escenario durante un concierto en Bogotá como parte la gira promocional de su álbum Primera Fila en donde interpretó a dúo el tema «Tan Solo Tú» originalmente interpretado a dúo con la cantante mexicana Alejandra Guzmán.

### 2012-2014: segundo álbum de estudio y estrellato
Lanzó su cuarto sencillo «Por Tu Amor» en compañía del cantante P.N.O. del grupo Tres Coronas.
Lanzó el tema «Falso Amor» como primer sencillo de su segundo álbum de estudio el cual saldrá al mercado en el 2013. «Falso Amor» fue escrita en compañía del cantante y compositor colombiano Mauricio Rivera y producido en compañía de White Shark. Naela fue invitada al Evento 40, evento que se realizó en la ciudad de Bogotá el 17 de noviembre de 2012 y fue organizado por la emisora 40 Principales.
Lanzó el tema «Sin Mirar Atrás», como segundo sencillo de su siguiente álbum, Imparable el cual fue producido por el productor Luis Fernando Ochoa.
Lanzó el tema «Quizás» como primer sencillo del álbum lanzado en España. Se estrenó el 1 de julio mediante la cadena radial Cadena Dial y el 18 de septiembre confirmó el tema Besar El Cielo como el próximo sencillo (tercero en Colombia y cuarto en general) de su álbum.
Fue seleccionada por Carlos Vives como su artista de apertura en Madrid y Barcelona en octubre en el marco de su gira Corazón Profundo Tour.
En mayo de 2014 participó por segunda vez en la edición n.º 17 del Evento 40 realizado por la emisora Los 40 Principales en donde interpretó temas de su álbum Imparable. El 8 de septiembre publicó su nuevo sencillo, un cover del «Bazar», originalmente interpretado por el grupo mexicano Flans. El 22 de septiembre de 2014, publicó digitalmente su primer álbum de remixes titulado The Remixes el cual contiene remixes de temas de su segunda producción.
Fue nominada a los Premios 40 América realizado por la emisora Los 40 Principales Argentina en la categoría Mejor Artista o Grupo de Colombia junto a Piso 21, Carlos Vives, Maluma y Alkilados, siendo Naela la única artista femenina colombiana nominada a estos premios.

### 2015-2016: Tercer álbum y nuevos proyectos
El 3 de marzo fue invitada por el rey de España Felipe VI de Borbón y la reina Letizia Ortiz a una cena especial que tuvo lugar en el Palacio Real de Madrid en donde también fueron invitados el presidente de Colombia Juan Manuel Santos y su esposa María Clemencia Rodríguez de Santos, los futbolistas James Rodríguez y Carlos Bacca y la actriz colombiana Juana Acosta.
El 29 de mayo de 2015 dio a conocer el nombre del primer sencillo de su tercer álbum de estudio, el cual lleva por nombre «Cada Momento» y sería lanzado el 9 de junio en sus redes sociales y tiendas digitales. El vídeo musical fue estrenado el mismo día en su canal oficial de YouTube.
El 4 de diciembre Naela y la cantante española Bely Basarte grabaronuna versión en acústico del tema Imagine de John Lennon.
El 24 de febrero de 2016, publicó el segundo sencillo de su álbum Renacer, «Al Despertar» el cual fue estrenado en plataformas digitales. El 7 de diciembre de 2016 lanzó al mercado su tercer álbum de estudio, Renacer.

### 2017: Firma con Universal Musicbanda de banda de
El 15 de junio de 2017 Naela confirmó que había firmado un contrato discográfico con Universal Music en España anunciando la canción «Adicta» como primer sencillo de su cuarto álbum discográfico Victoria. De este sencillo, se publicaron de manera digital dos versiones: Urbano Reggae y una versión en fránces el cual cuenta con la colaboración del artista Black M.
El 26 de octubre lanzó al mercado su nuevo sencillo, una nueva versión del sencillo del dúo colombiano Ana y Jaime, «Para Qué» en colaboración con su hermano, el cantante colombiano Mauricio Rivera.
Durante el 2017, la artista abrió junto a su esposo, el empresario español Francisco Gismero, un restaurante especializado en alitas de pollo y comida rápida, ubicado en calle de Goya en Madrid.

### 2018-2019: Proyectos independientes y accidente
El 15 de abril de 2018, con motivo de la Copa Mundial de Fútbol de 2018, Naela presentó de manera independiente una nueva versión de su canción «La Noche», canción incluida en su tercer álbum de estudio Renacer. 
El 3 de abril de 2019, la artista sufrió un accidente mientras manejaba en moto, chocando contra un poste de información que impactó directamente en el rostro.

### 2020-presente: Regreso musical y primer embarazo
El 23 de abril de 2020, un año después del accidente que sufrió en España, la artista presentó al público y medios de comunicación su nuevo sencillo «Por Si Puedes Oírme» en colaboración con el cantante español Tutto Durán, exparticipante de la quinta temporada del reality Gran Hermano VIP.
El domingo 10 de julio de 2022 dio a conocer el lanzamiento de su primer EP titulado Unplugged, previsto para ser lanzado el viernes 15 de julio a través del sello discográfico The Light Entertainment. El álbum incluye versiones en vivo de algunas canciones de la artista. El 12 de agosto presentó su segundo EP titulado Un Día Si, Un Día No.

## Filmografía

### Televisión
| Año  | Título                        | Personaje  | Notas                                          |
| ---- | ----------------------------- | ---------- | ---------------------------------------------- |
| 2010 | Tierra de cantores            | Ella misma | Telenovela (1 episodio - Cameo)                |
| 2012 | Protagonistas de Nuestra Tele | Ella misma | Reality show (1 episodio - Aparición especial) |
| 2013 | Rumba TV                      | Ella misma | Especial artístico                             |
| 2013 | Quiero Mi Música TV           | Ella misma | Especial artístico (Programa Código Urbano)    |
| 2013 | HTV                           | Ella misma | Especial (Programa 'En La Mira')               |

## Discografía
| Álbumes de estudio - 2011: Naela - 2014: Imparable - 2016: Renacer - 2025: Crónicas de un Amor | EPs - 2022: Unplugged - 2022: Un Día Si, Un Día No - 2022: Se Te Hizo Tarde | Álbumes de remezcla - 2014: The Remixes |

## Giras
Otras Giras
- 2011: Dejarte de Amarte Tour (apertura de Camila en Bogotá)
- 2013: Corazón Profundo Tour (apertura de Carlos Vives en Madrid y Barcelona)
- 2016: Déjate Llevar Tour (Gira de verano realizada por la emisora española Cadena Dial) [30]

## Premios y nominaciones

### Premios Dj Tv
| Año  | Categoría                       | Trabajo nominado       | Resultado |
| ---- | ------------------------------- | ---------------------- | --------- |
| 2010 | Mejor Artista Femenina Nacional | No Quiero Estar Sin Ti | Ganadora  |

### Premios Shock
| Año  | Categoría                  | Trabajo Nominado    | Resultado |
| ---- | -------------------------- | ------------------- | --------- |
| 2011 | Mejor Solista Pop Femenina | Muero Por Amarte    | Nominada  |
| 2012 | Mejor Nueva Solista Pop    | Esta Noche Mando Yo | Nominada  |

### Premios Mi Gente
| Año  | Categoría              | Trabajo nominado | Resultado   |
| ---- | ---------------------- | ---------------- | ----------- |
| 2014 | Mejor Artista Femenina | Ella misma       | Prenominada |

### Premios 40 América
| Año  | Categoría                         | Trabajo nominado | Resultado |
| ---- | --------------------------------- | ---------------- | --------- |
| 2014 | Mejor Artista o Grupo de Colombia | Ella misma       | Nominada  |